# Przyjaciel Dzieci (1848–1852)
Przyjaciel Dzieci – polski tygodnik dla dzieci o charakterze wychowawczo-edukacyjnym, wydawany w latach 1848–1852 we Lwowie przez Zakład Narodowy im. Ossolińskich.
Założycielem i pierwszym redaktorem czasopisma był Franciszek Ksawery Bełdowski, pełniący tę funkcję do śmierci w 1850 roku. Jego następcą został Hipolit Witowski.
Pismo kładło nacisk na przybliżenie dzieciom otaczającego je świata i wychowanie obywatelskie. Stałymi działami „Przyjaciela Dzeci” były: Religia, Nauki przyrodzone (zawierający informacje z zakresu biologii, chemii, fizyki i astronomii), Opis Ziemi, Historia – krótkie dzieje rodu ludzkiego, Krótka historia Polski, Powieści, Moralne wierszyki. Okazjonalnie w tygodniku pojawiał się też dział Zagadki. Wśród utworów literackich, prócz tekstów prozą, zamieszczano poezje m.in. Jana Kochanowskiego, Franciszka Karpińskiego, Juliana Ursyna Niemcewicza czy Adama Mickiewicza.
Artykuły zamieszczane w „Przyjacielu Dzieci” pisane były prostym, łatwym do zrozumienia przez dziecko językiem.